# Drohiczyn
Drohiczyn este un oraș în Polonia.